# 아람보우르기아니아
아람보우르기아니아(Arambourgiania)는 백악기 후기(약 7000만 년 전 ~ 6600만 년 전) 지금의 요르단과 미국에서 서식했던 익룡이다.

## 특징
아람보우르기아니아는 1940년대에 처음 발견되었다. 처음에는 다른 익룡으로 분류되었지만, 나중에 독자적인 속으로 재분류되었다.

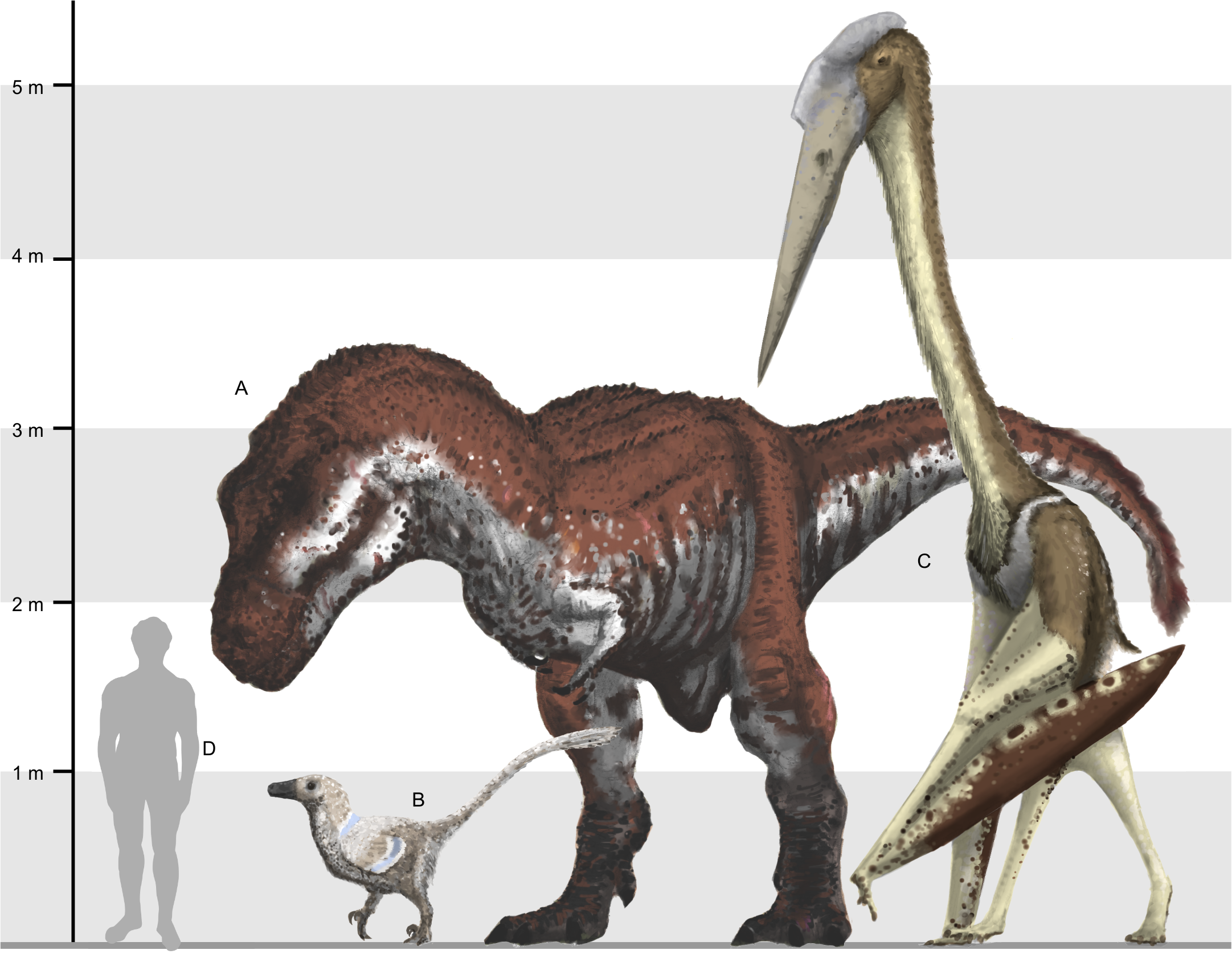
아람보우르기아니아의 크기 비교

아람보우르기아니아의 날개폭은 10~15미터로, 익룡 중 가장 큰 몸체와 날개 폭을 가진 종으로 알려져 있다. 다른 익룡들보다 훨씬 더 공중에서 활발하게 비행했을 것으로 추정되며, 이 익룡은 어류, 소형 포유류, 파충류 등을 먹이로 했을 것으로 보인다. 주로 알을 낳아 번식했으며, 집단으로 생활했다.